# فرانکلین دونپورت
فرانکلین دونپورت (به انگلیسی: Franklin Davenport) سناتور سابق عضو حزب فدرالیست بود. وی در سال ۱۷۹۸ تا ۱۷۹۹ میلادی سناتور ایالت نیوجرسی در سنای ایالات متحده آمریکا بود.